# Kazan Kremlin Cup 2010
La Kazan Kremlin Cup 2010 è stato un torneo professionistico di tennis maschile giocato sul cemento indoor, che faceva parte dell'ATP Challenger Tour 2010. Si è giocato a Kazan' in Russia dall'1 al 7 febbraio 2010.

## Partecipanti

### Teste di serie
| Nazionalità | Giocatore                | Ranking* | Testa di serie |
| ----------- | ------------------------ | -------- | -------------- |
| Germania    | Julian Reister           | 172      | 1              |
| Polonia     | Michał Przysiężny        | 192      | 2              |
| Kazakistan  | Jurij Ščukin             | 205      | 3              |
| Russia      | Aleksandr Kudrjavcev     | 206      | 4              |
| Ucraina     | Ivan Serheev             | 209      | 5              |
| Spagna      | Adrián Menéndez Maceiras | 222      | 6              |
| Russia      | Konstantin Kravčuk       | 244      | 7              |
| Slovacchia  | Pavol Červenák           | 252      | 8              |

- Ranking al 18 gennaio 2010.

### Altri partecipanti
Giocatori che hanno ricevuto una wild card:
- Marat Gilmanov
- Vladislav Gorshenin
- Anton Manegin
- Daniyal Zagidullin

Giocatori passati dalle qualificazioni:
- Evgenij Donskoj
- Mikhail Ledovskikh
- Alexander Lobkov
- Denis Matsukevich

## Campioni

### Singolare
Michał Przysiężny ha battuto in finale  Julian Reister con il punteggio di 7–6(5), 6–4

### Doppio
Jan Mertl /  Jurij Ščukin hanno battuto in finale  Tobias Kamke /  Julian Reister con il punteggio di 6–2, 6–4.